# Тонунц Олена Костянтинівна
Тонунц Олена Костянтинівна (рос. Тонунц Елена Константиновна, до шлюбу — Кокалевська; нар. 17 липня 1954, Магадан) — радянська і російська кіноактриса, кінорежисер, сценарист і продюсер.

## Життєпис
У 1976 р. закінчила геологічний факультет МДУ.
У 1981 р. закінчила акторський факультет ГІТІСу (нині Російський університет театрального мистецтва, майстерня Костянтина Михайлова).
У 1992 р. закінчила режисерський факультет ВДІКу (майстерня Юрія Озерова).
Знялась в українських фільмах «Петля Оріона» (1980), «Весна надії» (1983, Ніна), «Спокуса Дон Жуана» (1985, Долорес), «Бережіть жінок» (1986, т/ф, 3 а).

## Фільмографія
- «Нові казки Шахерезади» (1986, принцеса Есмегюль, дочка каліфа)